# Office of Strategic Influence
Office of Strategic Influence è il primo album in studio del gruppo musicale statunitense OSI, pubblicato il 18 febbraio 2003 dalla Inside Out Music.
Il disco è stato registrato nel mese di giugno 2002 ed è stato missato nell'agosto 2002 presso i Carriage House Studios di Stamford, nel Connecticut.

## Tracce
Testi e musiche di Jim Matheos e Kevin Moore, eccetto dove indicato.
1. The New Math (What He Said) – 3:36 (musica: Jim Matheos)
2. OSI – 3:48
3. When You're Ready – 3:09
4. Horseshoes and B-52's – 4:18
5. Head – 5:19
6. Hello, Helicopter! – 3:44
7. ShutDOWN – 10:24 (testo: Steven Wilson – musica: Jim Matheos)
8. Dirt From a Holy Place – 5:10 (musica: Jim Matheos)
9. Memory Daydreams Lapses – 5:56
10. Standby (Looks Like Rain) – 2:11

CD bonus nell'edizione limitata
1. Set the Controls for the Heart of the Sun – 8:49 (Roger Waters) – originariamente interpretata dai Pink Floyd
2. New Mama – 2:24 (Neil Young) – originariamente interpretata da Neil Young
3. The Thing That Never Was – 17:21

## Formazione
- Kevin Moore – voce, tastiera, programmazione
- Jim Matheos – chitarra, tastiera, programmazione
- Mike Portnoy – batteria

Altri musicisti
- Steven Wilson – voce (traccia 7)
- Sean Malone – basso, Chapman Stick

Produzione
- Jim Matheos – produzione, ingegneria del suono
- Kevin Moore – produzione
- Phil Magnotti – missaggio, ingegneria del suono
- Steven Wilson – ingegneria del suono
- Sean Malone – ingegneria del suono